# پابجی موبایل
پابجی موبایل (انگلیسی: PUBG Mobile)یک بازی رایگان در سبک بتل رویال است که توسط لایت‌اسپید اند کوآنتوم استودیو توسعه یافته‌است که خود بخشی از شرکت تنسنت گیمز است. این بازی در واقع یک بازی موبایلی که اقتباس‌شده از پابجی: بتل‌گراندز است که نخستین بار در ۱۹ مارس ۲۰۱۸ برای سکوهای اندروید و آی‌اواس منتشر شد. این بازی به عنوان بهترین بازی جهان در سال ٢٠١٨ انتخاب شد. 

این بازی توسط ناشران متعددی در مناطق مختلف منتشر شده‌است که از جملهٔ آن‌ها می‌توان به کرافتون، تنسنت و وی‌ان‌جی گیمز اشاره کرد. تا دسامبر ۲۰۲۲، پاب‌جی موبایل حدود ۱٫۳ میلیارد بار دانلود شده‌است ارزش این بازی به مبلغ ۹ میلیارد دلار آمریکا رسیده‌است. این بازی همچنین دومین بازی از نظر تعداد بازیکنان در تمام دوران است. در سال ۲۰۲۱، یک نسخهٔ هندی از این بازی با نام بتل‌گراندز موبایل ایندیا و نیز یک بازی جداگانه با نام نیو استیت موبایل منتشر شد که ماجرای آن در دنیای پابجی اتفاق می‌افتد.

## بازخوردها
| گردآورنده | امتیاز         |
| --------- | -------------- |
| متاکریتیک | ای‌اواس: ۸۲/۱۰۰ |

| ناشر          | امتیاز |
| ------------- | ------ |
| گیم‌اسپات      | ۸/۱۰   |
| آی‌جی‌ان        | ۸٫۷/۱۰ |
| Jeuxvideo.com | ۱۶/۲۰  |
| پاکت گیمر     | [ ۸ ]  |

طبق آمار وبگاه نقد و بررسی متاکریتیک، بازی پاب‌جی موبایل نقدهایی «عموماً مطلوب» دریافت کرده‌است.

### بارگیری‌ها
پابجی موبایل با حدود ۳۰۰ میلیون دانلود در سراسر جهان، دومین بازی از نظر تعداد دانلود در سال ۲۰۱۸ بوده‌است. بزرگ‌ترین بازار این بازی در آن سال کشور چین بوده‌است که ۲۹٪ از دانلودهای بازی را به خود اختصاص داده بود و پس از آن نیز هند و ایالات متحده قرار گرفته بودند که هر یک حدود ۱۰٪ (۳۰ میلیون) از دانلودها را به خود اختصاص داده بودند. این بازی با ۲۰۰ میلیون نصب بیشتر نسبت به بازی فورتنایت، برترین بازی بتل رویال از نظر تعداد نصب در سال ۲۰۱۸ نیز بوده‌است. در مارس ۲۰۲۱، پاب‌جی موبایل به بیش از یک میلیارد دانلود در خارج از کشور چین رسید. این بازی با در نظر داشتن آمارهای نسخهٔ چینی آن با نام پیس‌کیپر الایت، و بتل‌گراندز موبایل ایندیا، تا دسامبر ۲۰۲۲ در مجموع حدود ۱٫۳ میلیارد بازیکن داشته‌است.

### سودآوری
پاب‌جی موبایل در سال ۲۰۱۸ در ژاپن فروشی به میزان ¥۳٫۵۸ میلیارد (۳۲٫۴۲ میلیون دلار آمریکا) را تجربه کرد. پاب‌جی موبایل در مجموع تا اوت ۲۰۲۰ به میزان بیش از ۳٫۵ میلیون دلار آمریکا سودآوری داشته‌است. پاب‌جی موبایل در سال ۲۰۲۰ بیش از ۲٫۶ میلیارد دلار آمریکا سودآوری داشته‌است که آن را به پرسودترین بازی سال تبدیل کرده و مجموع سوددهی آن را تا تاریخ دسامبر ۲۰۲۰ به بیش از ۴٫۳ میلیارد دلار آمریکا رسانده‌است. این آمار تا دسامبر ۲۰۲۲ به ۹ میلیارد دلار افزایش یافته‌است.

## پابجی موبایل در ایران
پابجی موبایل یکی از محبوب‌ترین بازی‌های موبایل در ایران است. این بازی به دلیل گرافیک بالا، گیم‌پلی جذاب و هیجان‌انگیز، تنوع بالای سلاح‌ها و تجهیزات و حالت‌های مختلف بازی، مورد استقبال بسیاری از بازیکنان ایرانی قرار گرفته است.
چالش‌‌های پلیر ایرانی
با وجود محبوبیت بالای این بازی درایران، کاربران ایرانی برای بازی کردن پابجی موبایل در ایران با چالش‌هایی روبرو هستند. برخی از این چالش‌ها عبارتند از:
- تحریم‌ها: به دلیل تحریم‌ها، کاربران ایرانی برای خرید یوسی (واحد پول درون بازی) با مشکلاتی روبرو هستند.
- فیلترینگ: پابجی موبایل در ایران فیلتر شده است و کاربران برای بازی باید از نرم افزار های تغییر آی پی (فیلترشکن) استفاده کنند.
- نگرانی‌های فرهنگی: برخی از خانواده‌ها از محتوای خشونت‌آمیز بازی پابجی موبایل برای فرزندان خود ابراز نگرانی کردند.